# Hans Jørgen Andersen Nøhr
Hans Jørgen Andersen Nøhr (født 24. september 1838 i Keldby, død 10. april 1910) var en dansk gårdejer og politiker. Han var medlem af Folketinget fra 1879 til 1903.
H.J.A. Nøhr blev født i 1838 i Keldby på Møn som den ældste af seks børn af gårdejer Anders Hansen Nøhr. Faren døde i 1854 hvorefter han styrede fødegården indtil hans mor døde i 1874. Han overtog gården ved morens død, men halvdelen af jorden blev skilt fra til en bror. Foruden at stå for gården var Nøhr revisor i flere lokale foreninger og i landbosparekassen. Han var infanterist i 2. slesvigske krig i 1864. H.J.A. Nøhrs søn Anders Hansen Nøhr blev også en folketingspolitiker.
Nøhr var i 1862 med til at stifte Kjelby Sogn Læseforening der senere blev grundlaget for sognets sognebibliotek. Han var i 1866 med til stifte Møens Vaabenbroder-Selskab og blev dets næstformand. Han blev formand for Møens Arbejderforening i 1875. I 1877 blev han næstformand i Møens Grundlovsværneforening, og i 1880 var han medstifter af Østifternes Husmandskreditforening og blev dens repræsentant for Præstø Amt.
Han efterfulgte i 1879 Chr. Schroll, der havde siddet i Folketinget for Vordingborgkredsen siden dets oprettelse i 1849, som Venstres folketingskandidat i kredsen. Han blev valgt ved folketingsvalget i 1879 og alle efterfølgende valg indtil valget i 1903 hvor han ikke genopstillede. I starten sluttede han sig til Folketingets Venstre. Ved bruddet i Venstre i 1884 sluttede han sig til Hørup i Det europæiske Venstre og i 1895 til Venstrereformpartiet.